# Katholische Universität von Ostafrika
Die Katholische Universität von Ostafrika (englisch Catholic University of Eastern Africa (CUEA)) ist eine Katholische Universität mit Sitz in Nairobi, Kenia.
Die Hochschule wurde 1984 in Nairobi als The Catholic Higher Institute of Eastern Africa (CHIEA) durch die Vereinigung der Bischofskonferenzen Ostafrikas (Association of Member Episcopal Conferences in Eastern Africa (AMECEA)) gegründet und durch die Kongregation für das Katholische Bildungswesen anerkannt. Am 3. September 1984 erfolgte der offizielle Gründungsakt durch den Vorsitzenden der AMECEA, Bischof Medardo Joseph Mazombwe. Papst Johannes Paul II. eröffnete die Universität persönlich am 18. August 1985. Am 3. November 1992 erhielt die Hochschule den Universitätsstatus.
Der CUEA unmittelbar zugeordnet sind das Hekima University College in Nairobi, das Tangaza College in Langata (Nairobi) und das Marist International College in Karen (Nairobi); angegliedert sind das Don Bosco College in Moshi, das Christ the King Major Seminary in Nyeri, das Spiritan Seminary in Arusha in Tansania, das AMECEA Pastoral Institute in Eldoret und das Chemichemi ya Uzima Centre in Nairobi. Assoziiert ist das Unternehmen Ukweli Video Production in Nairobi.
Die Universität bietet Bachelor- und Master-Abschlüsse sowie Doktoratsstudienprogramme.

## Fakultäten (Faculties)
- Theology (Theologie)
- Arts and Social Sciences (Kunst- und Sozialwissenschaften)
- Commerce (Betriebswirtschaft)
- Education (Bildung)
- Science (Naturwissenschaften)
- Law (Rechtswissenschaften)
- Centre for Social Justice & Ethics (Zentrum für soziale Gerechtigkeit und Ethik)